# Gregory Rusland

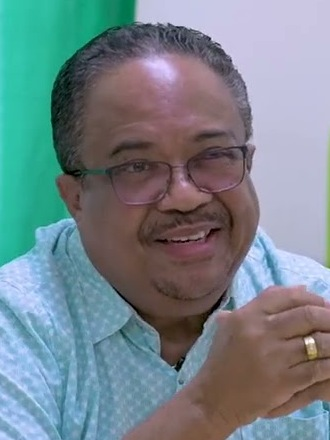
Gregory Rusland im März 2025

Gregory Allan Rusland (* 9. November 1959 in Paramaribo) ist ein surinamischer Politiker. Seit dem 16. Juli 2025 ist er amtierender Vizepräsident von Suriname.

## Leben
Rusland wurde am 9. November 1959 in Paramaribo geboren. Er erwarb 1982 einen Bachelor in Agrarproduktion an der Anton‑de‑Kom‑Universität Suriname und setzte sein Studium an der University of Florida fort, wo er 1984 einen Master (MSc) und 1987 einen Ph.D. erlangte. Von 1987 bis 2000 war Rusland an der Anton‑de‑Kom‑Universität tätig.
Von 2005 bis 2010 war Rusland Minister für natürliche Ressourcen im Kabinett-Venetiaan. Im Juni 2012 übernahm er den Parteivorsitz der Nationale Partij Suriname und folgte somit Ronald Venetiaan. Seit 2015 ist er Mitglied der Nationalversammlung von Suriname für seine Heimatstadt Paramaribo. Im Dezember 2020 wurde er für weitere fünf Jahre im Amt als Parteivorsitzender bestätigt.
Am 6. Juli 2025 wurde Rusland in der Nationalversammlung von Suriname zum Vizepräsidenten gewählt. Die offizielle Amtseinführung erfolgte am 16. Juli 2025.
Rusland ist verheiratet und Vater zweier Kinder.